# Okręg wyborczy Barnsley
Okręg wyborczy Barnsley powstał w 1885 r. i wysyłał do brytyjskiej Izby Gmin jednego deputowanego. Okręg obejmował miasto Barnsley w południowym Yorkshire. Został zniesiony w 1983 r.

## Deputowani do brytyjskiej Izby Gmin z okręgu Barnsley
- 1885–1889: Courtney Kenny, Partia Liberalna
- 1889–1897: William Compton, hrabia Compton, Partia Liberalna
- 1897–1922: Joseph Walton, Partia Liberalna
- 1922–1931: John Potts, Partia Pracy
- 1931–1935: Richard Soper, Liberalni Nacjonaliści
- 1935–1938: John Potts, Partia Pracy
- 1938–1951: Frank Collindridge, Partia Pracy
- 1951–1953: Sidney Schofield, Partia Pracy
- 1953–1983: Roy Mason, Partia Pracy